# Rastičevo (Chorwacja)
Rastičevo – wieś w Chorwacji, w żupanii zadarskiej, w gminie Gračac. W 2011 roku liczyła 4 mieszkańców.